# Livonia (village, New York)
Pour les articles homonymes, voir Livonia.
Ne doit pas être confondu avec Livonia (New York).
Livonia est un village du comté de Livingston, dans l'État de New York, aux États-Unis,. En 2010, il comptait une population de 1 409 habitants.

## Démographie
Lors du recensement de 2010, le village comptait une population de 1 409 habitants. Elle est estimée, en 2019, à 1 460 habitants.